# Matko Knešaurek
Matko Knešaurek (Zagreb, 4. siječnja 1986.) je hrvatski kazališni i televizijski glumac.

## Filmografija

### Televizijske uloge
| Godina        | Naslov            | Uloga         | Bilješke        |
| ------------- | ----------------- | ------------- | --------------- |
| 2011. – 2013. | Ruža vjetrova     | Marko Odak    | glavna uloga    |
| 2013.         | Stella            | Marko         | sporedna uloga  |
| 2013.         | Zora dubrovačka   | Damir Cerević | gostujuća uloga |
| 2015.         | Prvaci sveta      | Damir Šolman  | gostujuća uloga |
| 2016. – 2017. | Zlatni dvori      | Petar Begovac | glavna uloga    |
| 2019. – 2020. | Drugo ime ljubavi | Ante          | sporedna uloga  |

### Filmske uloge
- "Sobe" (2010.)
- "Kvart" kao konobar (2011.)
- "Bićemo prvaci sveta" kao Damir Šolman (2015.)

### Sinkronizacija
- "Violetta" kao Leon Vargas (2015.)

## Vanjske poveznice
- Matko Knešaurek u internetskoj bazi filmova IMDb-u (engl.)
- Stranica na Mala Scena.hr  Arhivirana inačica izvorne stranice od 24. svibnja 2013. (Wayback Machine)
- Matko Knešaurek  Arhivirana inačica izvorne stranice od 1. prosinca 2018. (Wayback Machine) na Midikenn